# Mary S. Rosenberg
Mary S. Rosenberg (geboren als Marie Rosenberg am 7. September 1900 in Fürth; gestorben 3. Juni 1992 in New York) war eine US-amerikanische Publizistin und Verlegerin.

## Leben
Marie Rosenberg war eine Tochter des Buchhändlers Georg Rosenberg (1861–1933) und der Jenny Weisenbeck (1870–1965). Ihre Mutter war von 1942 bis 1945 im Ghetto Theresienstadt inhaftiert, sie emigrierte dann zu ihrer älteren, nach Schweden geflohenen Tochter. Auch dem Bruder Maries gelang die Flucht vor den Nationalsozialisten.
Rosenberg war zunächst in der Buchhandlung ihres Vaters tätig und erwarb dort ihre ersten Kenntnisse und Erfahrungen. Die Stadt Fürth kündigte 1933 die Vermietung des Ladengeschäfts und das Buchlager wurde entschädigungslos enteignet. Als sie eine eigene Buchhandlung eröffnete, manipulierte der Verleger Ernst Reinhardt für sie eine Mitgliedschaft in der Reichsschrifttumskammer. Rosenberg erhielt als Jüdin den zusätzlichen Zwangsnamen Sara, den sie später demonstrativ beibehielt.
Nach ihrer Flucht aus Deutschland (über die Schweiz und England) 1939 nach Amerika gründete sie in New York den noch heute bestehenden Verlag Mary S. Rosenberg Publishers, der sich auf deutschsprachige Literatur spezialisierte. Zum Verlag gehört eine Buchhandlung am Broadway. 1942 erwarb sie aus dem Nachlass des ehemaligen Verlegers und Chefredakteurs der Frankfurter Zeitung Heinrich Simon dessen Bibliothek. Sie heiratete 1947 den Flüchtling Julius Laub.
Rosenberg besuchte nach dem Krieg die Frankfurter Buchmesse bis ins hohe Alter regelmäßig. 1966 erhielt sie das Bundesverdienstkreuz.